# Tretze vides
Tretze vides (originalment en anglès, Thirteen Lives) és una pel·lícula biogràfica de supervivència estatunidenca de 2022 dirigida i produïda per Ron Howard, a partir d'un guió escrit per William Nicholson. La pel·lícula és protagonitzada per Viggo Mortensen, Colin Farrell, Joel Edgerton i Tom Bateman.
Es va estrenar a una selecció de cinemes estatunidencs el 29 de juliol de 2022 amb la distribució de United Artists Releasing, i el 5 d'agost es va incorporar a Prime Video amb el doblatge i subtítols en català. El doblatge va ser produït per l'estudi Deluxe sota la direcció de Mercè Segarra i la traducció de Miguel Ángel Abadias. Entre el repartiment de veus, hi ha Juan Antonio Bernal, Sergi Zamora, Claudi Domingo, Oriol Rafel i Xavi Fernández, entre d'altres.

## Premissa
La pel·lícula narra els esdeveniments del rescat d'un equip de futbol júnir i el seu entrenador de la cova de Tham Luang el 2018, quan van quedar atrapats durant divuit dies.

## Repartiment
- Viggo Mortensen com a Richard Stanton
- Colin Farrell com a John Volanthen
- Joel Edgerton com a Richard Harris, un anestesista
- Tom Bateman com a Chris Jewell
- Sukollawat Kanarot com Saman Kunan
- Thiraphat Sajakul com a Anand
- Sahajak Boonthanakit com a Narongsak Osatanakorn
- Vithaya Pansringarm com el general Anupong Paochinda
- Teeradon Supapunpinyo com a Ekkaphon Chanthawong
- Nophand Boonyai com Thanet Natisri
- Paul Gleeson com Jason Mallinson
- Lewis Fitz-Gerald com a Vernon Unsworth
- U Gambira com Kruba Boonchum

## Producció

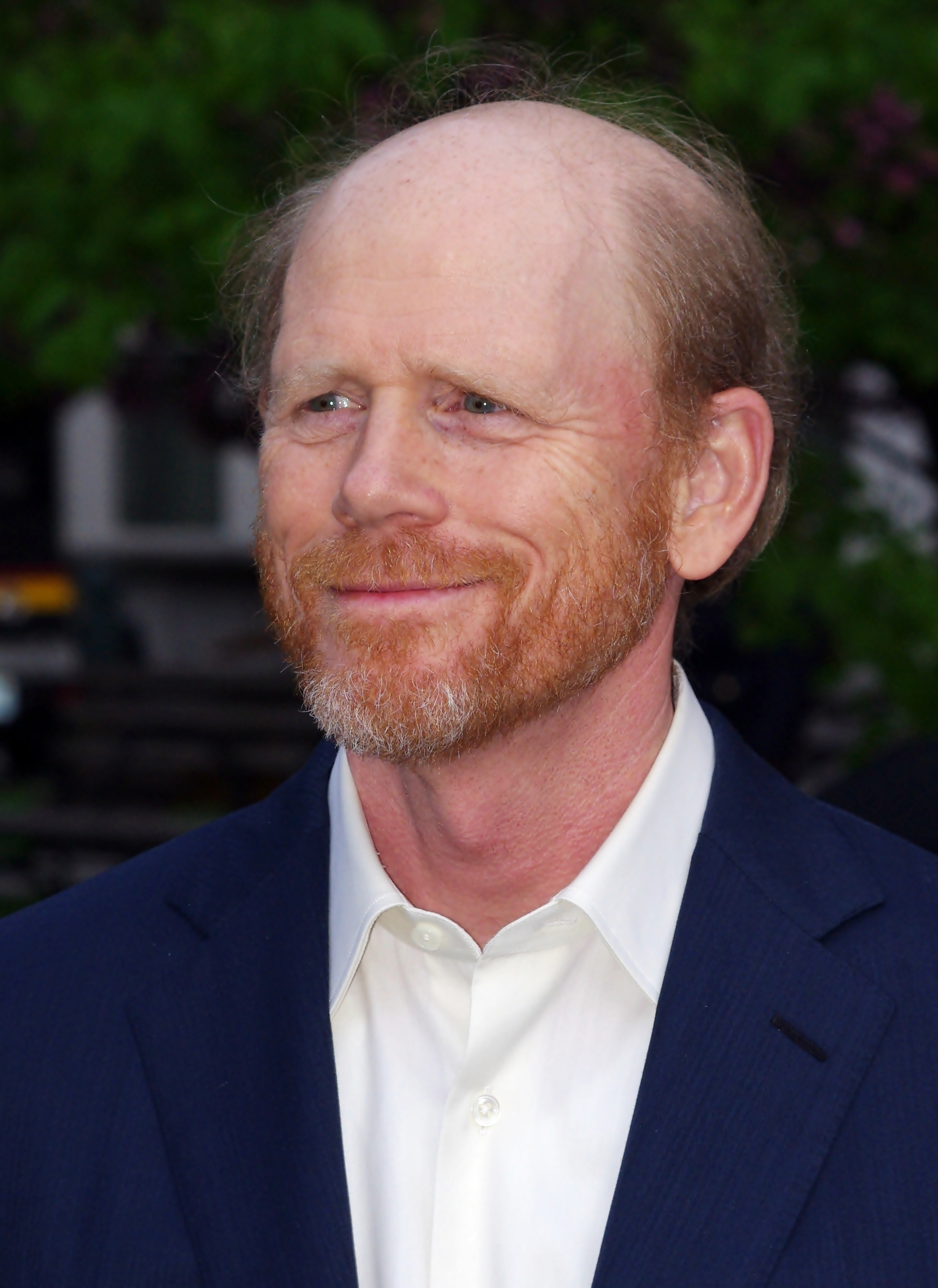
El director i coproductor Ron Howard

L'abril de 2020 s'havia anunciat que Ron Howard dirigiria la pel·lícula, amb William Nicholson com a guionista. Metro-Goldwyn-Mayer (MGM) adquiriria els drets de la pel·lícula el mes següent. El març de 2021, Viggo Mortensen, Colin Farrell i Joel Edgerton formaven part del repartiment anunciat per protagonitzar la pel·lícula. El rodatge va començar el 29 de març de 2021 a Austràlia. També es va rodar a Tailàndia. La banda sonora original de la pel·lícula va ser composta per Benjamin Wallfisch.

## Estrena
Tretze vides es va estrenar per United Artists Releasing en alguns cinemes seleccionats el 29 de juliol de 2022, abans de la transmissió a Amazon Prime Video el 5 d'agost. La pel·lícula estava programada originalment per estrenar-se només als cinemes amb la distribuïdora United Artists Releasing el 15 d'abril de 2022, i després es va ajornar al 18 de novembre veient les millors valoracions de preestrenes de la història de la MGM. El maig de 2022, però, la data d'estrena es va fixar a la definitiva a causa de l'adquisició de la MGM per part d'Amazon al març.

## Rebuda
Tretze vides va rebre crítiques positives de la crítica. Al lloc web de l'agregador de ressenyes Rotten Tomatoes, la pel·lícula té una puntuació d'aprovació del 87% basada en 85 crítiques, amb una valoració mitjana de 7,2 sobre 10. El consens del lloc web diu: "Tretze vides, dirigit constantment pel director Ron Howard, ofereix una dramatització incompleta però apassionant d'una història real increïble". A Metacritic, la pel·lícula té una puntuació mitjana ponderada de 66 sobre 100 basada en 30 crítics, la qual cosa indica "crítiques generalment favorables".